# Vrouw met weegschaal
Vrouw met weegschaal is een schilderij van de Hollandse meester Johannes Vermeer uit omstreeks 1664. Het beschilderde deel is 39,7 x 35,5 cm en het doek is 42,5 x 38 cm. Het is sinds 1942 eigendom van de National Gallery of Art in Washington D.C.
Samen met Het melkmeisje van Vermeer hing het driehonderd jaar geleden op de Nieuwendijk in Amsterdam, in het woonhuis van de Amsterdamse koopman Isaac Rooleeuw. 
Hij kocht van Vermeer in 1696 Vrouw met weegschaal en Het melkmeisje, toen de nalatenschap van de Delftse boekverkoper Jacob Dissius werd geveild. Dissius bezat onder andere twintig werken van Vermeer. Vijf jaar na aankoop ging Rooleeuw failliet en werd zijn inboedel verkocht. 
Van 11 maart tot en met 1 juni 2009 werd het schilderij getoond in het Rijksmuseum Amsterdam, samen met vier andere werken van Vermeer uit eigen collectie, Het melkmeisje, Brieflezende vrouw in het blauw, De liefdesbrief en Gezicht op huizen in Delft, beter bekend als Het straatje. Het was de eerste keer sinds circa 1700 dat Het melkmeisje en Vrouw met weegschaal weer bij elkaar hingen.
Diana en haar nimfen · Christus in het huis van Martha en Maria · De koppelaarster · Slapend meisje · Brieflezend meisje bij het venster · Het straatje · De soldaat en het lachende meisje · Het melkmeisje · Het glas wijn · Dame en twee heren · Onderbreking van de muziek · Gezicht op Delft · De muziekles · Brieflezende vrouw in het blauw · Vrouw met weegschaal · Vrouw met waterkan · De luitspeelster · Vrouw met parelsnoer · Schrijvende vrouw in het geel · Meisje met de rode hoed · Meisje met de parel · Het concert · Allegorie op de schilderkunst · Meisjeskopje · Dame en dienstbode · De astronoom · De geograaf · De kantwerkster · De liefdesbrief · De gitaarspeelster · Schrijvende vrouw met dienstbode · Allegorie op het geloof · Staande virginaalspeelster · Zittende virginaalspeelster
Omstreden toeschrijvingen: Sint Praxedis · Zittende vrouw aan het virginaal · Meisje met de fluit